# Tiger-Spatelwels
Der Tiger-Spatelwels (Pseudoplatystoma tigrinum), engl. Tiger Catfish, Tiger Sorubim oder Shovel Nose Catfish, port. Caparari auch Suluwi, Cabezona, Pirambucu oder Bagre Rayado genannt gehört zu den großen Raubfischen Südamerikas.

## Systematik
Pseudoplatystoma tigrinum wurde synonym auch als Platystoma punctatum, Platystoma tigrinum oder Platystoma truncatum bezeichnet, diese Namen sind nicht mehr gebräuchlich.
Der Tiger-Spatelwels gehört zur Familie der Antennenwelse (Pimelodidae), die in Südamerika mit einigen Arten vertreten ist. Einige von ihnen wie der großwüchsige Pseudoplatystoma garciamarquezi aus dem Río Magdalena in Kolumbien sind vom Aussterben bedroht.

## Merkmale
Der Tiger-Spatelwels zeichnet sich durch einen robusten Körperbau mit langen antennenartigen Barteln aus. Charakteristisch sind an den Flanken die schwarzen Streifen und Flecken auf silber-/bronzenem bis goldbraunem Grund, die ihm den Namen Tigerwels eingebracht haben. Aufgrund ihrer stark vom Wassertyp variierenden Zeichnung sind sie in Krautbetten, Inseln aus Wasserpflanzen und unter versunkenen Bäumen ideal getarnt, wo sie unbemerkt auf Beute lauern können. Pseudoplatystoma tigrinum unterscheidet sich von Pseudoplatystoma fasciatum durch eine intensivere und breitere Streifen- und Fleckenzeichnung, wobei die Streifen von P. tigrinum meist eine Y-förmige Form besitzen.
Tiger-Spatelwelse werden maximal 1,30 Meter lang und etwa 30 Kilogramm schwer. Der größte mit der Angel gefangene P. tigrinum aus dem Rio Nhamunda in Amazonien/Brasilien wog 40 Kilogramm.

## Verbreitung
Das ursprüngliche Verbreitungsgebiet des Tiger-Spatelwelses ist der Amazonas in Peru und Brasilien sowie der Orinoco in Venezuela. Darüber hinaus findet man ihn in Tieflandflüssen Boliviens, Kolumbiens, Ecuadors und Französisch-Guayana. Ihr südliches Verbreitungsgebiet befindet sich in den großen Strömen des Río de la Plata, Rio Paraná und Río Uruguay in Argentinien, Paraguay und Uruguay. Mittlerweile hat er sich in den meisten Gewässern des tropischen Südamerikas ausgebreitet oder wurde von Menschen eingebracht, so zum Beispiel in den Rio Machado im brasilianischen Bundesstaat Minas Gerais, Guaporé und Marmoré. In Thailand wurde er als Angelfisch für große Teichanlagen eingeführt.

## Lebensweise
Der Tiger-Spatelwels hält sich bevorzugt in kleineren Gruppen im Hauptstrom großer Flüsse oft in großen Tiefen auf. Die Welse zeigen eine relativ große Anpassungsfähigkeit und leben von den Oberläufen der Flüsse, unterhalb von Stromschnellen und Wasserfällen bis zur Flussmündung im Brackwasser. In der Regenzeit wandern sie ihrer Beute folgend in die überschwemmten Wälder und kehren zur Trockenzeit in die ständig wasserführenden Hauptströme zurück. Er gehört zu den demersalen Bodenbewohnern und unternimmt zur Laichzeit Wanderungen zu den Laichgründen. Ideale Lebensbedingungen findet die Art bei Wassertemperaturen von 22 °C bis 26 °C, einem pH-Wert von 6,2 bis 7,2 und einer Wasserhärte von einem dH bis 20.
Tiger-Spatelwelse ernähren sich räuberisch von Krabben, Garnelen und kleineren Fischen. Sie sind mit Hilfe ihrer empfindlichen Barteln und Sinnesorgane auf die Beutejagd im trüben Wasser und bei Nacht spezialisiert. Bezüglich ihrer Ernährung gelten sie als Opportunisten und können mit ihrem Maul relativ große Beutefische verschlingen.

## Nutzung
Der Tiger-Spatelwels ist ein bedeutender Speisefisch, der in Stellnetzen gefangen wird. Aufgrund ihrer Größe sind sie außerdem beliebte Sportfische, die von Brasilien bis Kolumbien in Naturgewässern und Angelteichen befischt werden. Bis zu einer gewissen Größe können die Fische auch im Aquarium gehalten werden, wo sie sich gerne in beschatteten Zonen mit Wasserpflanzen und Verstecken aufhalten und erst nachts Aktivität entwickeln.
Tiger-Spatelwelse sind eindrucksvolle Tiere für große öffentliche Schauaquarien. Sie können zu mehreren zusammen mit anderen größeren Fischen wie beispielsweise dem Pacu gehalten werden.